# Alessio Romagnoli
Alessio Romagnoli (Anzio, provincia de Roma, 12 de enero de 1995) es un futbolista italiano que juega de defensa y su equipo es la S. S. Lazio de la Serie A de Italia.

## Trayectoria
Romagnoli fue formado la cantera de la A. S. Roma, fue sorpresivamente incluido en el primer equipo para la temporada 2012-13 por el técnico Zdeněk Zeman, siendo tenido en cuenta como reserva en algunos partidos de la liga. Hizo su debut el 11 de diciembre de 2012 en un partido contra el Atalanta, jugando el partido completo como titular. Luego de su debut en la Serie A, doce días después jugó los minutos finales del partido contra el Milan. Anotó su primer gol como profesional el 3 de marzo de 2013 contra el Genoa, después de un saque de esquina de Francesco Totti. El 11 de agosto de 2015 se hizo oficial su fichaje por el A. C. Milan a cambio de 25 millones de euros. En la temporada 2018-19 fue nombrado el capitán del equipo.
El 12 de julio de 2022 fichó por la S. S. Lazio para las siguientes cinco temporadas.

## Selección nacional
Ha sido internacional con la selección de fútbol de Italia en 13 ocasiones. Debutó el 6 de octubre de 2016 en un encuentro ante la selección de España que finalizó con marcador de 1-1.

### Participaciones en Eurocopas
| Eurocopa                | Sede            | Resultado    |
| ----------------------- | --------------- | ------------ |
| Eurocopa Sub-21 de 2015 | República Checa | Primera fase |

## Estadísticas

### Clubes
Actualizado al último partido disputado el 25 de mayo de 2025.
| Club                     | Div.          | Temporada     | Liga  | Liga  | Copas nacionales | Copas nacionales | Copas internacionales | Copas internacionales | Total | Total |
| Club                     | Div.          | Temporada     | Part. | Goles | Part.            | Goles            | Part.                 | Goles                 | Part. | Goles |
| ------------------------ | ------------- | ------------- | ----- | ----- | ---------------- | ---------------- | --------------------- | --------------------- | ----- | ----- |
| A. S. Roma · Italia      | 1.ª           | 2012-13       | 2     | 1     | 1                | 0                | —                     | —                     | 3     | 1     |
| A. S. Roma · Italia      | 1.ª           | 2013-14       | 11    | 0     | 0                | 0                | —                     | —                     | 11    | 0     |
| A. S. Roma · Italia      | Total club    | Total club    | 13    | 1     | 1                | 0                | 0                     | 0                     | 14    | 1     |
| U. C. Sampdoria · Italia | 1.ª           | 2014-15       | 30    | 2     | 1                | 0                | —                     | —                     | 31    | 2     |
| U. C. Sampdoria · Italia | Total club    | Total club    | 30    | 2     | 1                | 0                | 0                     | 0                     | 31    | 2     |
| A. C. Milan · Italia     | 1.ª           | 2015-16       | 34    | 0     | 6                | 1                | —                     | —                     | 40    | 1     |
| A. C. Milan · Italia     | 1.ª           | 2016-17       | 27    | 1     | 2                | 0                | —                     | —                     | 29    | 1     |
| A. C. Milan · Italia     | 1.ª           | 2017-18       | 28    | 2     | 5                | 1                | 9                     | 0                     | 42    | 3     |
| A. C. Milan · Italia     | 1.ª           | 2018-19       | 32    | 2     | 5                | 0                | 4                     | 0                     | 41    | 2     |
| A. C. Milan · Italia     | 1.ª           | 2019-20       | 35    | 1     | 4                | 0                | —                     | —                     | 39    | 1     |
| A. C. Milan · Italia     | 1.ª           | 2020-21       | 22    | 1     | 2                | 0                | 6                     | 0                     | 30    | 1     |
| A. C. Milan · Italia     | 1.ª           | 2021-22       | 19    | 1     | 2                | 0                | 5                     | 0                     | 26    | 1     |
| A. C. Milan · Italia     | Total club    | Total club    | 197   | 8     | 26               | 2                | 24                    | 0                     | 247   | 10    |
| S. S. Lazio · Italia     | 1.ª           | 2022-23       | 34    | 2     | 2                | 0                | 6                     | 0                     | 42    | 2     |
| S. S. Lazio · Italia     | 1.ª           | 2023-24       | 29    | 0     | 4                | 0                | 6                     | 0                     | 39    | 0     |
| S. S. Lazio · Italia     | 1.ª           | 2024-25       | 32    | 2     | 1                | 0                | 10                    | 3                     | 43    | 5     |
| S. S. Lazio · Italia     | Total club    | Total club    | 95    | 4     | 7                | 0                | 22                    | 3                     | 124   | 7     |
| Total carrera            | Total carrera | Total carrera | 335   | 15    | 35               | 2                | 46                    | 3                     | 416   | 20    |

## Palmarés

### Campeonatos nacionales
| Título              | Club        | País   | Año  |
| ------------------- | ----------- | ------ | ---- |
| Supercopa de Italia | A. C. Milan | Italia | 2016 |
| Serie A             | A. C. Milan | Italia | 2022 |